# Achille Raverat
Pour les articles homonymes, voir Raverat.
François Achille Napoléon Raverat (1812-1890) est un érudit historien français qui a écrit des ouvrages sur l'histoire, la géographie, l'archéologie et l'étymologie de sites de la région Auvergne-Rhône-Alpes.

## Biographie
Son père René Raverat a été nommé baron de l'Empire avec une rente de 4000 francs par Napoléon Ier à la suite de sa participation remarquée aux batailles d'Austerlitz, d'Iéna et d'Eylau, ce qui lui a permis de se marier à Crémieux avec la sœur d'un frère d'armes. De ce mariage naît le 18 mars 1812 Achille Raverat qui, à la mort de son père en 1851, récupère le titre de baron mais sans la rente, disparue avec l'Empire.
Achille, après ses études primaires, entre à Lyon à l'École des Beaux-Arts du palais Saint-Pierre où on lui enseigne le dessin pour exercer le métier de dessinateur de fabrique dans le travail de la soie, qui lui assure un revenu.
En 1855, il écrit son premier ouvrage sur le récit que son père lui avait fait des épisodes de l'épopée de l'armée d'Italie. Ayant pris goût à l'écriture, il se lance en 1861 dans la description de son pays natal, le Dauphiné, sous l'angle de l'histoire, de la géographie et de l'archéologie, matières qu'il se plaît à étudier en lisant. Il ne cesse dès lors d'écrire en observant ce qu'il découvre à et autour de Lyon et dans les provinces environnantes, le Bugey, la Savoie.
Il meurt à Lyon le 11 mai 1890 alors qu'il était en train d'écrire un texte sur les aqueducs autour de Lyon et un dictionnaire étymologique des lieux-dits des environs de Lyon.

## Appartenance
Plusieurs sociétés savantes de la région l'ont accueilli comme membre :
- l'Académie delphinale de Grenoble ;
- la Société littéraire de l'Ain ;
- la Société florimontane d'Annecy ;
- la Société littéraire, historique et archéologique de Lyon en 1855, président en 1880 ;
- la Société linnéenne de Lyon[4].

Il a été membre de la commission des bibliothèques de la ville de Lyon et Officier d'Académie.